# 2020 au Luxembourg
Chronologie du Luxembourg
- 2016
- 2017
- 2018
- 2019
- 2020
- 2021
- 2022
- 2023
- 2024

Événements de l'année 2020 au Luxembourg.

## Événements

### Février
- 29 février : Entrée en vigueur de la gratuité des transports publics.
- 29 février : Premier cas de Covid-19 détecté.

### Mars
- 16 mars : Fermeture des écoles, crèches, restaurants, cafés, salles de concert et de théâtre, cinémas et salles de sport en raison de la Pandémie de Covid-19.
- 18 mars : Déclaration de l'état de crise.

### Décembre
- 13 décembre : Extension du Tramway de Luxembourg jusqu'à la Gare centrale.
- 28 décembre : Début de la campagne de vaccination contre le Covid-19.

## Naissances
- 10 mai : Charles de Luxembourg, fils du Grand-duc héritier.

## Décès
- 21 janvier : Eugène Berger, homme politique
- 19 février : Gust Graas, home d'affaires et artiste
- 4 juin : Jean Link, escrimeur